# Missi dominici
Los missi dominici (singular: missus dominicus, en español, enviados señoriales), también denominados missi fiscales, missi regales o missi regis, eran oficiales representantes del poder del rey o emperador. Su función era supervisar la administración de las regiones del reino o imperio. Estas regiones, llamadas missiaticas, recibían «una visita regular de dos missi –un conde y un obispo– cuatro meses al año.»
Como tal, la missus desempeñaba importantes funciones de intermediación entre las administraciones real y local. Existen puntos de comparación superficiales con el corrector original romano, salvo que la missus era enviada con regularidad. Cuatro puntos hacían a los missi eficaces como instrumentos de la monarquía centralizada: el carácter personal del missus, el cambio anual, el aislamiento de los intereses locales y la libre elección del rey.

## Etimología
La palabra "missus" inicialmente significaba el "mensajero" que porta un mensaje ("missaticum") en nombre de su señor.

## Descripción
Fueron instituciones de carácter compensatorio entre el poder central y el territorial. Previamente habían sido empleadas instituciones similares por los merovingios, los legati o legatarii, pero quien le dio un uso efectivo fue Carlomagno, siendo mencionados expresamente en el año 805 aunque más recientemente afirman otros autores que desde el 802 en el que el imperio carolingio «quedó organizado en regiones denominadas missiatica».
Se utilizó el título missus regis, o el adjetivo calificativo dominicus, regalis, palatinus o fiscalis. Eran comúnmente elegidos del círculo inmediato de la corte, y desde los primeros tiempos era práctica asociar a un eclesiástico y un laico.
Estaban compuestos por oficiales comisionados por el rey franco o emperador del Sacro Imperio Romano Germánico para supervisar la administración, principalmente de justicia, en partes de sus dominios demasiado remotos, como para realizar frecuentes visitas personales.
Como tales, los missi realizaban importantes funciones de intermediación entre las administraciones reales y locales. Existen puntos superficiales de comparación con el corrector romano, excepto que los missi eran enviados regularmente. Cuatro puntos hicieron efectivos a los missi como instrumentos de la monarquía centralizada: el carácter personal del missus, el cambio anual, el aislamiento de los intereses locales y la libre elección del rey.
Los condes, al entrar en el vasallaje real, quedaron más estrechamente ligados al soberano. Por ello, quedaron sujetos a la vigilancia de los mensajeros del rey, que intervenían también en su nombramiento. Los missi dominici eran una pareja de inspectores, un laico y un eclesiástico, que recorrían los condados recordando a sus señores sus obligaciones. Además de la inspección del derecho y la administración, se ocupaban de la publicación de las capitulares, que eran textos de política interna. Estos eran llamados así por estar divididos en capítulos, y sustituían a los antiguos decretos y edictos, refiriéndose a leyes, disposiciones administrativas y reglamentos, tanto de derecho penal, derecho administrativo, como derecho canónico, pero no, antes del año 800, de derecho civil.
El nombramiento de los missi dominici se hacía entre los miembros del alto clero (abades, obispos, capellanes), por la parte eclesiástica, y entre los condes y vasallos no asentados en el territorio a inspeccionar, por la parte laica. Carlomagno dividió el reino en missiatica, o territorios de inspección.

## Reinado de Carlomagno
Basadas en los acuerdos ad hoc merovingios, utilizando la forma missus regis (el "enviado del rey") y enviando un laico y un eclesiástico por parejas, el uso de los missi dominici fue plenamente explotado por Carlomagno (gobernante 768-814), que los convirtió en parte habitual de su administración, "una innovación muy inteligente y plausible en el gobierno carolingio", observa Norman F. Cantor, "y un tributo a la habilidad administrativa de los eclesiásticos, como Alcuino y Einhard". Los missi fueron elegidos al principio entre el entorno personal y de mayor confianza de Carlomagno, de cualquier grado social. Pronto fueron seleccionados sólo de la nobleza secular y eclesiástica: la entrada para 802 en los llamados Annales laureshamenses (794-803) afirma que en lugar de confiar en "vasallos más pobres", Carlomagno "escogió del reino arzobispos y obispos y abades, con duques y condes, que ahora no tenían necesidad de recibir regalos de los inocentes, y los envió por todo su reino, para que administraran justicia a las iglesias, a las viudas, a los huérfanos y a los pobres, y a todo el pueblo. " Presumiblemente ese mismo año se publicó el capitular conocido habitualmente como Capitulare missorum generale, en el que se detallan sus deberes y responsabilidades. Debían ejecutar la justicia, velar por el respeto al rey, controlar el gobierno de los duques militares y condes administrativos (entonces todavía funcionarios reales), recibir su juramento de fidelidad, para dar a conocer la voluntad del rey, a veces distribuyendo capitularios por el imperio, y para supervisar al clero de su región asignada.  En definitiva, eran los representantes directos del rey o Emperador del Sacro Imperio Romano Germánico. Los habitantes del distrito que administraban tenían que proveer a su subsistencia, y en ocasiones dirigían la hueste a la batalla. Los missi estaban protegidos por un triple wergeld y la resistencia a ellos se castigaba con la muerte. Además se dieron instrucciones especiales a varios missi, y muchas de ellas se han conservado.
A medida que las missi se convirtieron en una parte convencional de la maquinaria de la corte, missus ad hoc pasó a significar missi enviada para algún propósito en particular. Los distritos puestos bajo los missi ordinarios, que debían visitar durante un mes, cuatro veces al año, se llamaban missatici o legationes  (término que ilustra la analogía con un legado papal); la missatica (singular missaticum) evitaba la división según las diócesis o provincias existentes.  Los missi no eran funcionarios permanentes, sino que generalmente eran seleccionados entre los funcionarios de la corte, y durante el reinado de Carlomagno desempeñaron esta labor personajes de alto rango.  Eran enviados colegiadamente, normalmente de dos en dos, un eclesiástico y un laico, y generalmente eran completos extraños al distrito que administraban, para disuadirles de echar raíces locales y actuar por iniciativa propia, como hacían los condes. Además, los missi extraordinarios representaban al emperador en ocasiones especiales, y a veces más allá de los límites de sus dominios. Incluso bajo el fuerte gobierno de Carlomagno era difícil encontrar hombres que desempeñaran estas funciones con imparcialidad, y tras su muerte en 814 se hizo casi imposible.

## Reinatos de Luis el Piadoso y Carlos el Calvo
Bajo el hijo legítimo superviviente de Carlomagno, Luis el Piadoso (que gobernó entre 813 y 840),se aceleró el proceso de desintegración.  Una vez que el rey asoció la elección de los missi con la asamblea de nobles, éstos interfirieron en el nombramiento de los missi. Posteriormente, los missi eran elegidos en el distrito en el que recaían sus funciones, lo que les llevó a asociarse con filiaciones hereditarias locales y, en general, a centrarse en sus propios intereses más que en los del rey. La lista de missi de 825 revela que los circuitos de la missatica se correspondían ahora con las provincias, lo que reforzaba los poderes locales. Los deberes de los missi, que aumentaron gradualmente en número, se fundieron en el trabajo ordinario de los obispos y condes, y bajo el emperador Carlos el Calvo (gobernando 843-877), que fue repetidamente presionado por los obispos para enviar missi, tomaron el control de las asociaciones para la preservación de la paz.  Luis el Germánico (gobernando 843-876) no es conocido por haber enviado missi. Hacia finales del siglo IX, con la implosión del poder carolingio, los missi desaparecieron de Francia y durante el siglo X de Italia. 
Los missi fueron el último intento de preservar el control centralizado en el Sacro Imperio Romano Germánico. En el transcurso del siglo IX, las fuerzas que hacían al feudalismo tendieron a producir feudos hereditarios como única forma de asegurar la estabilidad, sobre todo ante las renovadas agresiones externas en forma de ataques vikingos, ante los que el deteriorado poder central se mostraba impotente.